# Detector de metale

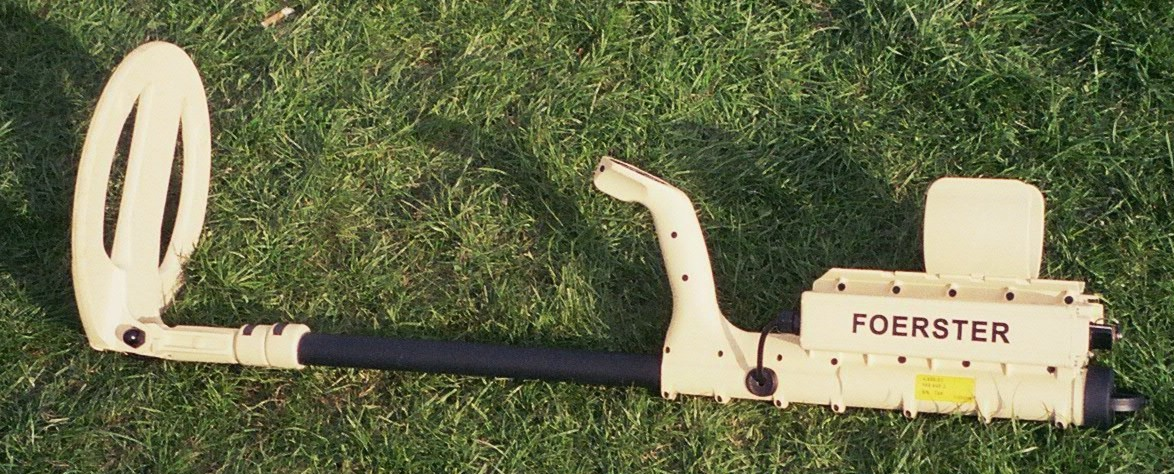
Detector de metale, denumit în glumă „tigaie” din cauza formei sale; fabricantul este Foerster Instruments.

Detectoarele de metale sunt dispozitive electronice ce au rolul de a detecta și semnaliza obiectele metalice aflate îngropate, pe baza modificării într-un sens sau în altul a inducției unei bobine.

## Istoric
Primul dispozitiv pentru detectat metale a fost construit de Alexander Graham Bell in anul 1881, iar primul brevet pentru un detector de metale apartine lui Gerhard Fisher în anii 1930. 

Locotenentul polonez Josef Stanislaw Kosacki⁠(en)[traduceți] a construit în perioada celui de-al Doilea Război Mondial, un detector cu tuburi electronice și sursă de alimentare separată ce a fost folosit la deminarea câmpurilor minate de armatele germane în retragere. Fiind o operațiune de cercetare militară, acest detector a fost ținut secret câteva decenii, până când câteva firme au preluat ideea și au început fabricarea detectoarelor de metale până la modelele din prezent.

Introducerea tranzistorului, circuitului integrat, procesoarelor, a dat posibilitatea construirii de detectoare mai mici ca mărime și greutate, mai performante și mai usor de utilizat.
În prezent se folosesc în diverse domenii cum ar fi:
- Militar - pentru descoperirea minelor și proiectilelor neexplodate
- Securitate – control personal în scopul de a detecta diverse arme sau obiecte metalice ascunse (în aeroporturi, instituții etc)
- Industrie - detectarea obiectelor metalice în diverse locații: în construcții și la exploatările petroliere offshore pentru detectarea eventualelor conducte îngropate. Se pot folosi de asemenea pentru a detecta prezența accidentală a obiectelor metalice pe o bandă transportoare.
- Arheologie - descoperirea obiectelor metalice în diverse situri arheologice.
- Hobby – folosite de persoanele pasionate de comori ascunse, legende etc. Este utilizat de către scafandri pentru căutarea de tezaure subacvatice sau în arheologia subacvatică. La nivel mondial există o importantă comunitate organizată în cluburi și asociații de profil.

## Tipuri
Din punct de vedere al principiului de funcționare, detectoarele de metale se împart în trei categorii:

### Very Low Frequency (VLF)
Aceste detectoare folosesc 2 bobine concentrice. Bobina exterioară (bobina de transmisie) are rolul de a genera un câmp electromagnetic care în momentul în care detectează un obiect magnetic îl încarcă, iar acesta generează la rândul său un câmp electromagnetic de intensitate slabă ce este în antifază cu câmpul generat de bobina exterioară (când câmpul generat de bobină este minim, câmpul generat de obiect este maxim și invers). Acest câmp electromagnetic este detectat de bobina interioară (bobina de recepție).
Avantajele detectoarelor VLF sunt:
- detecție foarte bună a obiectelor de mici dimensiuni
- posibilitatea de face discriminare reală pe diverse tipuri de metale
- consum redus de energie
- preț de achiziție accesibil

Dezavantajele detectoarelor ce folosesc principiu VLF sunt:
- distanța de detecție mică (maxim 70 cm)
- în modul "discriminare" distanța de detecție scade la 20...30 cm
- este influențat de mineralizarea solului

Acest tip de detector este recomandat pentru căutări de suprafață a monedelor sau obiectelor mici din metale prețioase (în arheologie sau pe plaje).

### Pulse Induction (PI)
Acestea folosesc pentru detectare o bobină (single pulse technology) sau două bobine concentrice (double pulse technology). Bobina de căutare generează un câmp electromagnetic ce încarcă obiectul metalic, acesta la rândul său generând propriul câmp electromagnetic ce face cuplu cu câmpul inițial. Acest cuplu este analizat în pauza dintre două impulsuri de către detector.
Avantajele detectoarelor ce folosesc principiu PI:
- detecție foarte mare în adâncime (până la 5 m)
- imunitate la mineralizarea solului
- stabilitate în funcționare

Dezavantajele detectoarelor ce folosesc principiu PI:
- consum ridicat de energie
- nu poate face discriminare decât la o distanță mică (20...30 cm) și atunci doar între metale feroase și ne feroase
- nu detectează obiecte foarte mici

Acest tip de detector este recomandat pentru căutari în adâncime. Este un detector destinat căutării de obiecte de dimensiuni medii îngropate la adâncimi mari. Reprezintă în acest moment cea mai indicată soluție de detecție a comorilor, vase metalice, diverse obiecte.

### Beat Frequency Oscillator (BFO)
Acest detector se bazează pe o bobină de detecție ce oscilează sincron cu aceeași frecvență cu un oscilator de precizie aflat în interiorul detectorului. În momentul în care un obiect metalic se află în raza de acțiune a bobinei de căutare, schimbă frecvența de căutare, realizând astfel un dezechilibru între cele două oscilatoare.
Avantajele detectoarelor ce folosesc principiu BFO:
- ușurință în realizare (poate fi construit de amatori)
- consum redus

Dezavantajele detectoarelor ce folosesc principiu BFO:
- distanța mică de detecție (maxim 40 cm);